# Giulio Cappelli
Giulio Cappelli, född 4 mars 1911 i La Spezia, död 16 december 1995 i Massa, var en italiensk fotbollsspelare.
Cappelli blev olympisk guldmedaljör i fotboll vid sommarspelen 1936 i Berlin.